# جيرانت جونز
جيرانت جونز (14 يوليو 1976 في بابوا غينيا الجديدة - ) (بالإنجليزية: Geraint Jones)‏ هو لاعب كريكت بريطاني. شارك مع منتخب إنجلترا للكريكت. أما مع النوادي، فقد لعب مع نادي مقاطعة غلوستر للكريكت ‏ وKent County Cricket Club ‏.

## وصلات خارجية
- جيرانت جونز على موقع إي آس بي آن كريك إنفو (الإنجليزية)